# يوكو ميتسوي
يوكو ميتسوي (باليابانية: 三井葉子؛ بالكانا: みつい ようこ) هي كاتِبة وشاعرة يابانية، ولدت في 1936 في أوساكا في اليابان، وتوفيت في 2 يناير 2014 في اليابان بسبب فشل الكبد.